# Резерфордская средняя школа
Резерфордская Средняя Школа государственная средняя школа в Панама Сити, Флорида, Соединённые Штаты.
Школа, которая называется «Домом баранов» и является частью Школы округа Бэй, открылась в 1961 году как вторая средняя школа в Округ Бэй. Школа провела свою первую церемонию вручения дипломов в 1964 году. Школа была аккредитована SACS в 1963 году. В 2006 году в Резерфорде обучалось 1755 учащихся. Текущий директор средней школы - Кой Пилсон.

## Обзор
Средняя школа Резерфорда предлагает своим ученикам несколько разных треков. Резерфорд является хозяином главы программы Международный бакалавриат, Корпуса подготовки младших офицеров запаса ВВС (JROTC) и Академии связи и технологий (Com / Tech). Кроме того, для всех студентов доступны Продвинутый уровень, курсы с двойным зачислением и курсы с отличием. Внеклассные мероприятия включают спортивные, сервисные клубы и многие другие студенческие организации. Резерфорд предлагает больше тематических академий, чем любая другая школа в округе Бэй.

### Оценки
Средняя школа Резерфорда постоянно оценивалась как класс «B» или «C» в соответствии с планом Флориды A ++, в 2006-2007 годах школа получила оценку «D». Текущая тема школы - " Все, что нужно!" с целью получить оценку «А» и повысить уровень успеваемости всех учащихся в соответствии с Закон не оставляет детей позади.

### Отзывы и рейтинги
Резерфордская Средняя школа получила некоторые отрицательные отзывы; например GreatSchools.org дал Резерфорду оценку 4/10 со смешанными отзывами сообщества.

### Противоречие
В мае 2019 года в Резерфордской средней школе возникли разногласия, когда учитель естественных наук написал оскорбительный комментарий «WTF is this? absolutely no credit» на домашней работе ученика. Это привело к жалобам от родителей, которые указали на неподобающие манеры учителя. Последствия для учителя не известны.

### Ураган Майкл
Поскольку большинство школ в Панама-Сити, штат Флорида, были повреждены 5-й категорией Ураган Майкл в октябре 2018 года, средняя школа Резерфорда использовалась в качестве убежища для чрезвычайных ситуаций впоследствии. Жители приюта испытывали недовольство ролью школы в качестве приюта. Другие напомнили о его антисанитарных условиях, таких как туалеты, забитые фекалиями, некачественные продукты питания и приют, где нет квалифицированных врачей с лицензиями.

## Образовательные программы

### Международный бакалавриат
Международный бакалавриат (IB) начал своё разрешение в кампусе в 1992 году. Программа IB в Резерфордской средней школе служит в качестве программы магнитов для школьного округа округа Бэй. Кэти Ратленд является координатором программы на 2015-2016 учебный год.
Классы IB (11-й и 12-й класс) предлагаются в шести параллельных академических областях: «Язык А1»: (Первый язык), включая изучение предметов из мировой литературы, «Язык Б»: «Второй язык ) или второй язык А, «Индивидуумы и общества» (социальные науки), «Экспериментальные науки», «Математика» и «Искусство и факультатив». Курсы до IB также предлагаются во всех предметных областях для 9 и 10 классов.

## Дополнительные материалы
- Rutherford Home Page
- Rutherford Alumni site